# Elecciones generales de Guatemala de 1995
El domingo 12 de noviembre de 1995 hubo elecciones generales en Guatemala para elegir al nuevo presidente y vicepresidente de la república, así como a 80 diputados del Congreso de la República , 300 alcaldes municipales y 20 diputados al Parlamento Centroamericano.

## Partidos Participantes

### Partidos que sí participaron en la primera y segunda vuelta
Este es el orden de los candidatos según como aparecían en la papeleta:  
| Partido                           | Partido                                                                                    | Candidato presidencial                  | Candidato vicepresidencial        |
| --------------------------------- | ------------------------------------------------------------------------------------------ | --------------------------------------- | --------------------------------- |
|                                   | Partido de Avanzada Nacional                                                               | Álvaro Enrique Arzú Irigoyen            | Luis Alberto Flores Asturias      |
|                                   | Partido del Pueblo                                                                         | Juan José Rodil Peralta                 | José Guillermo Echeverria Vielman |
|                                   | Unión Democrática                                                                          | José Luis Chea Urruela                  | Óscar Rolando Chaclán Sapón       |
|                                   | Partido Libertador Progresista                                                             | Acisclo Valladares Molina               | Daniel Agustín Gónzalez Estrada   |
|                                   | Frente de Unidad Nacional Partido Institucional Democrático                                | Héctor Alejandro Gramajo Morales        | Marco Antonio Rojas de Yapan      |
|                                   | Movimiento de los Descamisados                                                             | Mario Francisco Castejón Garcia Prendes | Óscar Grotewold Solares           |
|                                   | Partido Reformador Guatemalteco                                                            | Miguel Ángel Montepeque Contreras       | Óscar Rafael Prem Sáenz           |
| Movimiento de Liberación Nacional | Héctor Mario López Fuentes                                                                 | Ulysses Charles Dent Weissenberg        |                                   |
|                                   | Cambio Histórico Nacional                                                                  | José Ramón Godoy Gomez                  | Arturo Leopoldo Soto Echeverria   |
|                                   | Frente Democrático Nueva Guatemala                                                         | Jorge Luis Gonzalez del Valle           | Juan León Alvarado                |
|                                   | Partido Demócrata Guatemalteco                                                             | Ángel Aníbal Guevara                    | José Arturo López Malumbres       |
|                                   | Partido Conciliación Nacional Movimiento Patriótico Libertad                               | Carlos Alfonso Gónzalez Quezada         | Óscar Emilio Gordillo Diaz        |
|                                   | Partido de Desarrollo Integral Auténtico                                                   | Luis Rolando Torres Casanova            | Óscar Lionel Figueredo Ara        |
|                                   | Fuerza Democrática Popular                                                                 | Flor de María Alvarado Suárez de Solís  | Erick de Jesús Maldonado Arriaga  |
|                                   | Central Auténtica Nacionalista                                                             | Leonel Sisniega Otero Barrios           | Héctor Miguel Montenegro Arreaga  |
|                                   | Unión del Centro Nacional Democracia Cristiana Guatemalteca Partido Socialista Democrático | Fernando Andrade Diaz-Duran             | Lizardo Arturo Sosa López         |
|                                   | Alianza Popular 5                                                                          | Carlos Augusto Morales Villatoro        | Marco Antonio Villamar Contreras  |
|                                   | Partido Progresista                                                                        | José Ramón Fernández Gónzalez Pepe      | Arturo Eduardo Meyer Maldonado    |
|                                   | Frente Republicano Guatemalteco                                                            | Alfonso Antonio Portillo Cabrera        | Carlos Aníbal Méndez Cabrera      |

#### Partidos que participaron solo en las elecciones legislativas, municipales y al Parlacen
| Partido | Partido                        | Notas                                         |
| ------- | ------------------------------ | --------------------------------------------- |
|         | Unión Reformista Social        | Participó en las 3 elecciones.                |
|         | Partido Social Cristiano       | Participó solo en las elecciones municipales. |
|         | Partido Laborista Guatemalteco | Participó en las 3.                           |

## Elecciones presidenciales
Participaron 19 candidatos presidenciales en la primera vuelta de votación. Ninguno de ellos obtuvo más del 50% de los votos y por lo tanto los primeros 2 candidatos pasaron a la segunda vuelta electoral el domingo 7 de enero de 1996, la que fue ganada por Álvaro Arzú Irigoyen del PAN.
|  | 35.50 % |

|  | 51.20 % |

|  | 22.04 % |

|  | 48.78 % |

|  | 12.94 % |

|  | 7.70 % |

|  | 5.21 % |

|  | 3.63 % |

|  | 2.55 % |

|  | 2.30 % |

|  | 1.63 % |

|  | 1.17 % |

|  | 1.13 % |

|  | 0.73 % |

|  | 0.53 % |

|  | 0.43 % |

|  | 0.40 % |

|  | 0.39 % |

|  | 0.38 % |

|  | 0.20 % |

|  | 0.14 % |

|  | 89.17 % |

|  | 95.76 % |

|  | 10.83 % |

|  | 4.24 % |

|  | 100.00 % |

|  | 100.00 % |

## Elecciones legislativas

### Candidaturas por Lista Nacional
| Partido | Partido                            | Primera Casilla en Listado Nacional |
| ------- | ---------------------------------- | ----------------------------------- |
|         | Partido de Avanzada Nacional       | Arabella Castro                     |
|         | Frente Republicano Guatemalteco    | Zury Ríos Montt                     |
|         | UCN-DCG-PSD                        | Héctor Manuel Klee Orellana         |
|         | Frente Democrático Nueva Guatemala | José Antonio Móvil Beltetón         |
|         | Partido Libertador Progresista     | Otto Raúl Gavarrete Soberón         |
|         | Unión Democrática                  | Rudio Lecsán Mérida Herrera         |
|         | Desarrollo Integral Auténtico      | Francisco Rolando Morales Chávez    |
|         | Movimiento de Liberación Nacional  | Edgar Antonio Figueroa Muñóz        |
|         | Partido Progresista                | Roberto Pirri Cruz                  |
|         | FUN-PID                            | Óscar Humberto Rivas García         |
|         | Partido Reformador Guatemalteco    | Joel Raúl Mazariegos Monterroso     |
|         | Cambio Histórico Nacional          | José Luis Parramo López (Pepe)      |
|         | Partido del Pueblo                 | Julio Alberto Ávila López           |
|         | Partido Demócrata Guatemalteco     | Erick Milton Rodolfo Quim Chen      |
|         | Alianza Popular 5                  | Max Orlando Molina Narciso          |
|         | Central Auténtica Nacionalista     | Ernesto Arnoldo Berger Barrios      |
|         | Fuerza Democrática Popular         | Adolfo Erick Solís Eguizabal        |
|         | Movimiento de los Descamisados     | Enrique Morales Pérez               |
|         | PCN-MPL                            | Óscar Gérman Platero Trabanino      |
|         | Unión Reformista Social            | José Manuel Román Palacios          |

#### Resultados
Las elecciones legislativas en que se disputaron 80 escaños (16 por listas nacionales y 64 distritales) fueron ganados por el PAN con una mayoría absoluta de 43 diputados en el Congreso para la III Legislatura.
|  | 32.80 % |

|  | 37.76 % |

|  | 19.59 % |

|  | 19.61 % |

|  | 2.09 % |

|  | 11.03 % |

|  | 8.27 % |

|  | 9.57 % |

|  | 3.76 % |

|  | 4.13 % |

|  | 4.26 % |

|  | 4.02 % |

|  | 3.19 % |

|  | 3.00 % |

|  | 3.35 % |

|  | 2.85 % |

|  | 1.84 % |

|  | 1.48 % |

|  | 1.04 % |

|  | 1.47 % |

|  | 0.97 % |

|  | 0.98 % |

|  | 0.85 % |

|  | 0.69 % |

|  | 0.58 % |

|  | 0.68 % |

|  | 0.97 % |

|  | 0.67 % |

|  | 0.34 % |

|  | 0.59 % |

|  | 0.48 % |

|  | 0.56 % |

|  | 0.13 % |

|  | 0.30 % |

|  | 0.17 % |

|  | 0.22 % |

|  | 0.25 % |

|  | 0.20 % |

|  | 0.13 % |

|  | 0.12 % |

|  | 5.97 % |

|  | 5.43 % |

|  | 1.41 % |

|  | 0.98 % |

|  | 0.45 % |

|  | 0.20 % |

|  | 0.12 % |

|  | 0.18 % |

|  | 0.16 % |

|  | 0.06 % |

### Resultados municipales
También se llevaron a cabo las Elecciones Municipales para 300 Municipios en Guatemala ninguno de  los partidos y coaliciones que participaron obtuvieron la mayor cantidad de alcaldías, aunque el Partido de Avanzada Nacional ganó una mayoría de 107 alcaldes seguido del Frente Republicano Guatemalteco quién ganó 47.
|  | 35.70 % |

|  | 15.70 % |

|  | 12.70 % |

|  | 9.00 % |

|  | 7.70 % |

|  | 3.30 % |

|  | 3.00 % |

|  | 2.70 % |

|  | 2.70 % |

|  | 1.70 % |

|  | 1.30 % |

|  | 0.70 % |

|  | 0.70 % |

|  | 0.00 % |

|  | 0.00 % |

### Resultados al Parlamento Centroamericano
También se celebraron las elecciones al Parlamento Centroamericano donde se eligieron 20 escaños y el PAN ganó una mayoría absoluta de 8 escaños. 
| Partidos                   | Partidos                           | Escaños Electos |
| -------------------------- | ---------------------------------- | --------------- |
|                            | Partido de Avanzada Nacional       | 8/20            |
|                            | Frente Republicano Guatemalteco    | 5/20            |
|                            | UCN-DCG-PSD                        | 3/20            |
|                            | Frente Democrático Nueva Guatemala | 2/20            |
|                            | Unión Democrática                  | 1/20            |
|                            | Partido Libertador Progresista     | 1/20            |
| Total de diputados electos | Total de diputados electos         | 20/20           |